# 日野駅 (長野県)
日野駅（ひのえき）は、長野県須坂市大字小山にある長野電鉄長野線の駅である。駅番号はN12。

## 歴史
- 1926年（大正15年）
  - 6月28日：長野電気鉄道により開業[1]。
  - 9月30日：長野電気鉄道と河東鉄道の合併により、長野電鉄の駅となる。
- 1944年（昭和19年）1月11日：休止[1]。
- 1987年（昭和62年）10月8日：須坂寄りに移転し、営業再開[1]。

## 駅構造
単式ホーム1面1線を有する地上駅。簡素な待合室を備えるのみの無人駅である。営業再開時には長野電鉄線初となる乗車駅証明書発行機が設置された。現在は自動券売機が設置されている。1944年（昭和19年）1月11日の戦時節電による休止時までは村山寄りの踏切脇にあり、駅員配置駅であった。現在でも旧駅のホーム擁壁が残っている。

## 利用状況
近年の一日平均乗車人員の推移は下記のとおり。
| 年度   | 一日平均 乗車人員 |
| ------ | ----------------- |
| 2007年 | 142               |
| 2008年 | 145               |
| 2009年 | 161               |
| 2010年 | 162               |
| 2011年 | 162               |
| 2012年 | 161               |
| 2013年 | 163               |
| 2014年 | 182               |
| 2015年 | 191               |
| 2016年 | 209               |
| 2017年 | 205               |
| 2018年 | 210               |
| 2019年 | 198               |

## 駅周辺
- 須坂市立日野小学校
- 日野保育園
- 田子農園 - 須坂駅とのほぼ中間にある農園。シャインマスカットなどを栽培。
- 国道406号

## 隣の駅
長野電鉄
■長野線
■A特急・■B特急
通過
■普通
村山駅 (N11) - 日野駅 (N12) - 須坂駅 (N13)